# TheSky6
TheSky6 (TheSkySix) est un logiciel d'astronomie.
Ce logiciel est non seulement un logiciel de planétarium, mais il peut également piloter un observatoire complet (télescope + caméra CCD + coupole), ce qui était réservé jusque là aux observatoires professionnels.

## Introduction
Le développement des télescopes automatisés (Goto (en, Nexstar et autres) et des caméras CCD au niveau amateur a suivi celui de l'informatique grand public : cela est allé très vite. À tel point qu'aujourd'hui un télescope de trente centimètres de diamètre équipé d'une caméra CCD peut produire une image numérique équivalent une image argentique que le vénérable Hale de cinq mètres du mont Palomar était le seul à prendre avant la mise en service de Hubble de 2.4m en 1990.
Il n'en reste pas moins vrai qu'un tel équipement n'est pas à la portée de toutes les bourses : il faut compter au minimum 10 000 € pour un télescope de 200 mm avec une caméra CCD. Cela n'empêche pas toutefois certains clubs ou particuliers d'investir dans de tels équipements. Pour la moitié de ce prix, on peut toutefois s'acheter un télescope de Dobson avec un diamètre double. Les lunettes quant à elles sont hors de prix et ce dès un diamètre de 150 mm.
Les ordinateurs ayant vu leur prix fortement chuter depuis l'explosion de l'internet, il se trouve que le meilleur investissement à faire à la suite est un logiciel d'astronomie.

## TheSky6
Ce logiciel entre dans la catégorie des logiciels de planétarium. C'est un logiciel qui permet à partir de bases de données (appelées catalogues astronomiques) de représenter la voûte céleste sur un moniteur informatique. Certains sont capables de piloter directement un télescope, quand ils ne sont pas livrés avec, d'autres peuvent piloter une caméra CCD ou même une coupole. Il est rare qu'un seul logiciel fasse le tout. Il existe beaucoup de logiciels astronomiques, on pourra consulter à ce sujet l'article Logiciels d'astronomie pour en avoir une liste sommaire.
Cet article est un complément qui traite du sujet à un niveau supérieur mais avec d'autres implications comme nous le verrons.
TheSky6 est disponible en trois versions :
- Student Edition (édition étudiant).
- Serious Astronomer Edition (édition astronome sérieux).
- Professional Edition (édition professionnelle).

Elles ont chacune leurs spécificités et nous les aborderons succinctement en développant toutefois les points qui sont réellement utiles.

## Un télescope et un logiciel
Nous avons vu qu'un télescope automatisé ou Dobson de grand diamètre n'est plus réservé aux amateurs ou aux clubs d'astronomie possédant d'importants moyens financiers. Il faut alors avoir un logiciel adapté à sa pratique d'observation.
- La version de base (Student) ne permet pas de piloter un télescope et atteint une magnitude limite de 12 (diamètre de 100 mm en visuel). La plupart des instruments automatisés sont vendus avec un logiciel de pilotage offrant des possibilités de niveau au moins égal à la suivante.
- La version intermédiaire (Serious) a une magnitude limite de 16 (diamètre de 450 mm en visuel et 200 mm en CCD), l'amateur désirant aller plus loin ou possédant un télescope plus puissant est obligé de prendre la version professionnelle.
- La version professionnelle est actuellement ce qui se fait de mieux dans cette catégorie de logiciels; même s'il n'y a qu'une partie du catalogue USNO B1.0 (un milliard d'étoiles, 80 Go au total). Cette version du logiciel permet d'exploiter une caméra CCD et de piloter un observatoire (la coupole dans ce sens, puisque le terme désigne aussi le bâtiment) avec quelques logiciels supplémentaires du même éditeur.

## Utilisation semi-professionnelle
Cette édition est destinée à des amateurs qui souhaitent effectuer des travaux à caractère scientifique avec du matériel amateur. Elle permet une automatisation complète de l'observatoire avec les logiciels CCDSoft (pilotage de la caméra CCD) et AutomaDome (pilotage de la coupole). D'autres logiciels de l'éditeur sont également utilisables avec TheSky6.